# Jud Buechler

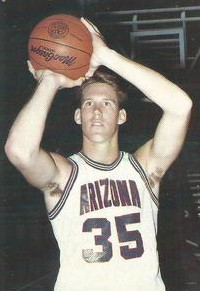
Jud Buechler, 1987.

Judson Donald "Jud" ("Judd") Buechler, född 19 juni 1968 i San Diego i Kalifornien, är en amerikansk före detta professionell basketspelare (SF) som  tillbringade tolv säsonger (1990–2002) i den nordamerikanska basketligan National Basketball Association (NBA), där han spelade för New Jersey Nets, San Antonio Spurs, Golden State Warriors, Chicago Bulls, Detroit Pistons, Phoenix Suns och Orlando Magic. Under sin karriär gjorde han 2 385 poäng (3,3 poäng per match); 560 assists samt 1 266 rebounds, räddningar från att bollen ska hamna i nätkorgen, på 720 grundspelsmatcher.
Han draftades av Seattle Supersonics i andra rundan i 1990 års draft som 38:e spelare totalt.
Buechler var med och vinna Chicago Bulls fjärde, femte och sjätte NBA-mästerskap (1995–1998) på 1990-talet.
Innan han blev proffs, studerade han vid University of Arizona och spelade basket för deras idrottsförening Arizona Wildcats.
Buechler har också varit assisterande tränare för Los Angeles Lakers och sen 2018 för New York Knicks.